# Хормазд IV
Хормазд IV или Ормизд IV е владетел от Сасанидската династия на Персия.
Син е на Хосрой I. Управлява през 579 – 590 г. Води напрегнати, но не много успешни войни с Византийската империя на територията на Медия, Кавказ и Месопотамия. Неговият пълководец Бахрам Чобен воюва срещу тюрките нахлуващи в Балх. Недоволните магнати и военни предизвикват гражданска война, свалят Хормизд IV от власт и той е заменен от сина си Хосрой II. Бившият владетел е ослепен и умира скоро след това.